# Formosopyrrhona cinnabarina
Formosopyrrhona cinnabarina är en skalbaggsart som först beskrevs av J. Linsley Gressitt 1951.  Formosopyrrhona cinnabarina ingår i släktet Formosopyrrhona och familjen långhorningar.
Artens utbredningsområde är Taiwan. Inga underarter finns listade i Catalogue of Life.